# Шабатин, Поликарп Ефимович
Поликарп Ефимович Шабатин (9 марта 1919, с. Склименцы (ныне Корсунь-Шевченковского района Черкасской области Украины) — 2004) — украинский советский поэт-баснописец, прозаик, публицист, переводчик. Член Союза писателей Украины. Лауреат Республиканской литературной премии имени С. Олейника.

## Биография
Родился в бедной крестьянской семье. Окончил фабрично-заводское училище, три года работал на обувной фабрике в г. Днепропетровске. Позже учился в Александровском просветучилище. Окончил военное училище.
В годы Великой Отечественной войны участвовал в обороне Москвы, освобождении Белоруссии, Польши, в боях в Восточной Пруссии. Имел ряд боевых наград.
После войны закончил филологический факультет Киевский государственный университет им. Т. Г. Шевченко и Высшие экономические курсы Института народного хозяйства в Киеве.
В разное время работал директором клуба писателей, в Укрполиграфиздате, на ответственных должностях в аппарате Совета Министров Украины, в 1976—1979 годах был секретарём правления Союза писателей Украины и др.
Подполковник запаса. Около 20 лет возглавлял совет ветеранов Великой Отечественной войны при Союзе писателей Украины.
В разные годы Поликарп Шабатин много путешествует по России с целью творческого обмена в составе делегации деятелей культуры Украины. Во время таких поездок побывал на Горном Алтае, написал книгу «По Чуйскому тракту».

## Творчество
П. Шабатин — автор сборников басен, лирических и юмористических стихов, некоторые из них положены на музыку, а также очерков.
По тематике басни П. Шабатина можно разделить на три группы — басни на темы международной жизни, на общественно-гражданские темы, басни морального плана (с 1949 по 2004).
С 1948 басни поэта печатались в периодической прессе, альманахах, сборниках, журналах, звучали на радио.
Отдельными изданиями вышли книги «Пером під корінь» (1956), «Терниця» (в соавт. 1958), «Віялка» (1961), «Дружні натяки» (1964), «НОП і клопіт» (1971), «Ягня і цапина борода» (1972), «Байки та жарти» (1975), «Неспокійна ріка» (1979), «Не криви душею» (1987), «Байкарня — зброя дальнобійна…» (1991) и др.
В переводе на русский язык Напечатана «Не про зверей, а про людей» (1959), в переводе на грузинский «А ну як» (1981).
Подборками и циклами в сборниках, журналах, газетах переведены и напечатаны басни Шабатина на азербайджанском, алтайском, армянском, башкирском, бурятском, литовском, туркменском, венгерском и японском языках, вышли отдельными изданиями в Тбилиси и Москве.
Переводил на украинский язык повести, поэмы, стихи, басни с бурятского, испанского, португальского и русского языков.
За книгу «Байкарня» Поликарпу Шабатину присуждена Республиканская литературная премия имени С. Олейника.

## Награды
- орден Красной Звезды ,
- орден Отечественной войны II степени,
- орден «Знак Почёта»,
- медали СССР
- Почётная грамота Кабинета Министров Украины (10 марта 2004) — за значительный личный вклад в развитие украинской культуры, многолетний плодотворный труд[1]
- Почётная Грамота Президиума Верховного Совета УССР
- Республиканская литературная премия имени С. Олейника